# Jana Płaska
Halina Katarzyna Płaska, siostra M. Jana, urszulanka SJK (ur. 6 maja 1910 r. w Suwałkach, zm. 21 października 2006 r. w Warszawie) – autorka podręczników do nauki religii, nauczycielka religii i wychowawczyni, wieloletnia pracownica Wydziału Nauki Katolickiej Kurii Metropolitalnej Warszawskiej.

## Życie i działalność
Po otrzymaniu świadectwa dojrzałości w Gimnazjum Państwowym im. M. Konopnickiej w Suwałkach (1928 r.) Halina Płaska udała się do Łodzi, gdzie po skończeniu Diecezjalnego Kursu Katechetycznego zaczęła pracę jako nauczycielka religii w publicznych szkołach w Łodzi. W tym samym czasie rozpoczęła studia na Wolnej Wszechnicy Polskiej. W 1931 roku wstąpiła do Zgromadzenia Sióstr Urszulanek Serca Jezusa Konającego. W 1932 roku ukończyła Collegium Wydziału Humanistycznego, a w roku 1935 Wydział Pedagogiczny WWP, gdzie uzyskała magisterium z filozofii w zakresie nauk pedagogicznych (tematem jej pracy dyplomowej było: Przyjaźń dziewcząt w wieku szkolnym).
Podczas okupacji niemieckiej prowadziła wykłady z zakresu psychologii na Rocznym Kursie Nauczycielskim, pomaturalnym, i w tajnym Liceum Pedagogicznym Sióstr Urszulanek SJK w Warszawie. Z powodu ran odniesionych jako sanitariuszka w Powstaniu Warszawskim musiała przerwać na rok swoją dotychczasową pracę. Siostra Jana organizowała bursy dla młodzieży warszawskiej w Milanówku (1945–1947), potem prowadziła je dla dziewcząt w Chylicach k. Warszawy (1947–1951). Jednocześnie na prośbę Janiny Kotarbińskiej od 1947 roku wykładała psychologię i pedagogikę na kursach katechetycznych. Kursy te początkowo odbywały się w domu Sióstr Rodziny Maryi przy ul. Hożej 53. Tam też w 1948 r. siostra Płaska spotkała przyszłego prymasa Polski, ks. bpa Stefana Wyszyńskiego, który był obecny na rozpoczęciach i zamknięciach tych kursów, a także na różnych uroczystościach i na comiesięcznych spotkaniach czynnych katechetów. Następnie kursy katechetyczne i spotkania katechetów przeniesiono z ul. Hożej do budynku Kurii, najpierw przy ul. Nowogrodzkiej 49, a następnie na Miodową 17/19. W kursach tych uczestniczyło w niektórych latach, w miesiącach wakacyjnych, około 300 uczestników z całej Polski.
W 1949 ksiądz Prymas założył w Kurii Wydział Nauki Katolickiej. Siostra Jana Płaska była członkiem tego Wydziału, a po śmierci Janiny Kotarbińskiej (1954) przejęła jej pracę jako kierowniczka studiów katechetycznych i organizatorka spotkań katechetów. Z jej inicjatywy powstał w Wydziale Nauki Katolickiej Ośrodek Katechetyczno-Metodyczny. Kiedy powstała Komisja Episkopatu do spraw Katechizacji, Ksiądz Prymas wyznaczył siostrę Janę Płaską na członka tej Komisji. Ośrodkowi Katechetycznemu zlecił napisanie nowych podręczników do nauczania religii. Już w 1958 roku został wydany, w skromnej formie, katechizm dla dzieci przygotowujących się do Pierwszej Komunii św. Następnie powstawały podręczniki dla dzieci kolejnych klas szkoły podstawowej. Ukazywały się one pod nazwiskami: Ks. E. Materski, który był głównym autorem, i s. N. Hekker (pseudonim s. Jany Płaskiej). Do podręczników dla dzieci opracowano i wydano katechezy oraz materiały pomocnicze dla nauczycieli. Siostra Jana Płaska opracowała też katechizm dla dorosłych pt. Uwierzyć sercem (Warszawa 1982).
Kiedy nie otrzymano pozwolenia władz państwowych na drukowanie materiałów katechetycznych, robiono to w sposób konspiracyjny, najczęściej w nocy. W związku z tym s. Jana Płaska była często wzywana na przesłuchania do SB. Wiedziano, że w Kurii jest powielacz, który ofiarował Wydziałowi Nauki Ksiądz Prymas. Siostra Jana Płaska miała dwie rozprawy sądowe - w jednej z nich skazana została na więzienie z zawieszeniem na rok. Mimo to w dalszym ciągu opracowywano materiały pomocnicze do religii i inne materiały z nią związane, także dla szkół średnich i osób dorosłych. Na comiesięcznych spotkaniach katecheci otrzymywali bezpłatnie zawsze aktualne pomoce.
Siostra Jana Płaska prowadziła Ośrodek Katechetyczno-Metodyczny do 1987 roku. Pracowała w Kurii przez 40 lat. Następnie zajęła się pracą redakcyjno-wydawniczą, troszcząc się szczególnie o zachowanie i spopularyzowanie spuścizny ks. Jerzego Popiełuszki. W latach 1984–1994 redagowała biuletyn poświęcony ks. J. Popiełuszce pt. Bóg i Ojczyzna (ukazało się 77 numerów). Jemu też jest poświęcona jej książka Wspomnienia o Ks. Jerzym Popiełuszce, Warszawa 2000.

## Publikacje
Podręczniki:
- Przyjdź, Panie Jezu – dla klasy II;
- Czekamy na Zbawiciela – dla klasy III;
- Pan Jezus pośród nas – dla klasy IV;
- Chrystus Prawdą, Życiem i Drogą – dla klas V, VI, VII;
- katechizm dla dorosłych Uwierzyć sercem, Warszawa 1982.

Jej autorstwa są także:
- Błogosławiona Urszula Ledóchowska, Warszawa 1983
- Wspomnienia o Ks. Jerzym Popiełuszce, Warszawa 2000
- artykuł W służbie katechezy, w: Sługa Boży Stefan kardynał Wyszyński (1901-1981), Warszawa 2000, s. 200-204.

Pod redakcją s. Jany Płaskiej ukazały się książki: 
- Czuwamy - służby przy grobie ks. Jerzego 1984-1994, Warszawa 1995, wyd. II 1996;
- Krzyż od grobu ks. Jerzego na Górę Krzyży w Szawłach, Warszawa 1998;
- Krzyż od grobu ks. Jerzego do Bydgoszczy, Warszawa 1998,
- oraz broszury poświęcone ks. Jerzemu Popiełuszce: Moja Polska rozmodlona, Warszawa 1985; Imię moje Jerzy, Warszawa 1992; Ażeby z tej Śmierci wyrosło dobro, tak jak z Krzyża zmartwychwstanie, Warszawa 1994.

Księdzu Prymasowi kard. Stefanowi Wyszyńskiemu poświęcone są opracowania pod redakcją s. Jany Płaskiej: 
- Kamienie wołać będą, Warszawa 1984;
- Oto wielka tajemnica wiary, Warszawa 1987.

Opracowała też, wspólnie z s. Teresą Janek USJK, książki: 
- Ks. Stefan Piotrowski 1900-1990, Warszawa 1997;
- Abp Bronisław Wacław Dąbrowski 1917-1997, Warszawa 1998;
- Abp Bronisław Dąbrowski - Dziennik od września 1936 do października 1939, Warszawa 2001;
- Ks. Teofil Bogucki – Wołanie serca, Warszawa 1997.

## Odznaczenia
Za swoją działalność patriotyczną podczas II wojny światowej siostra Jana otrzymała odznaczenia: Krzyż Walecznych za wykazaną odwagę w walce na terenie Okręgu, Krzyż Armii Krajowej, ustanowiony przez dowódcę AK gen. Bora-Komorowskiego dla upamiętnienia wysiłku Żołnierza Polski Podziemnej w latach 1939-1945, Medal Wojska. Za pracę w okresie powojennym otrzymała odznaczenia: Pro Ecclesia et Pontifice (1978), Polonia Mater Nostra Est – Społecznej Fundacji Pamięci Narodu Polskiego za szczególne zasługi w dziedzinie historii, kultury, oświaty i wychowania oraz postaw i działań patriotycznych (1997), "Zło dobrem zwyciężaj" - Pro Memoria (2000) za szerzenie pamięci o Słudze Bożym oraz wierność jego ideałom, przyznany przez Komitet Pamięci Ks. J. Popiełuszki; medal "Bóg zapłać", przyznany przez kapitułę i redakcję czasopisma "Powściągliwość i Praca" (2000) za wielką mądrość, dobroć i sprawiedliwość, za patriotyzm i troskę o zabezpieczenie spuścizny ks. J. Popiełuszki, za inicjatywy wydawnicze w ośrodku pomocy duszpasterskich przy Kurii Metropolitalnej Warszawskiej, za zaangażowanie w podziemiu i w czasie stanu wojennego.

## Życiorys
- E. Olszewska, Zło dobrem zwyciężaj, "Nasz Dziennik" 14 IV 2000;
- I. Sikora, Zakochana siostra Jana, "Powściągliwość i Praca" 2000 nr 4 i Strażnicy grobu, tamże, 2000 nr 10;
- A.W., Czy można powiedzieć więcej? Nagroda "Bóg zapłać" 2000, "Gość Niedzielny" 2000 nr 24;
- T. Boguszewska, Jeszcze raz Bóg zapłać, "Powściągliwość i Praca" 2000 nr 7-8. I in.